# Liste des lacs de Suisse par canton

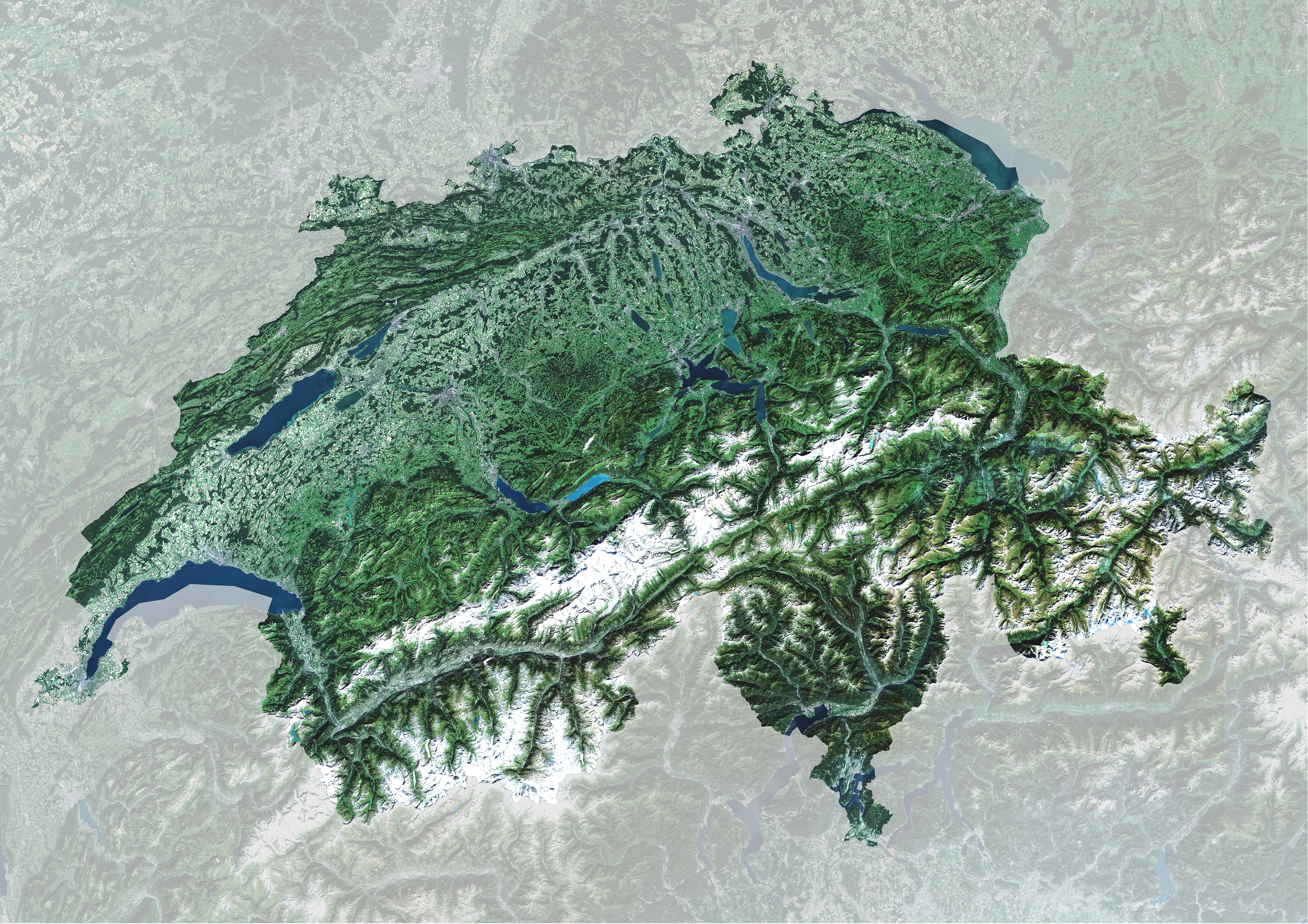

Cette page dresse une liste des lacs de Suisse non exhaustive, classés par canton.

## Appenzell Rhodes-Extérieures
- Gäbrisseeli (Gais)

## Appenzell Rhodes-Intérieures
- Fälensee (en) (Schwende-Rüte)
- Forstseeli (Schwende-Rüte)
- Oberchellensee (Schwende-Rüte)
- Sämtisersee (de) (Schwende-Rüte)
- Amsoldingersee (de) Seealpsee (Schwende-Rüte)
- Seealpsee (de)
- Wildseeli (Schwende-Rüte)

## Argovie
- Lac de Hallwil
- Lac de barrage de Klingnau

## Berne
- Alpes et Préalpes

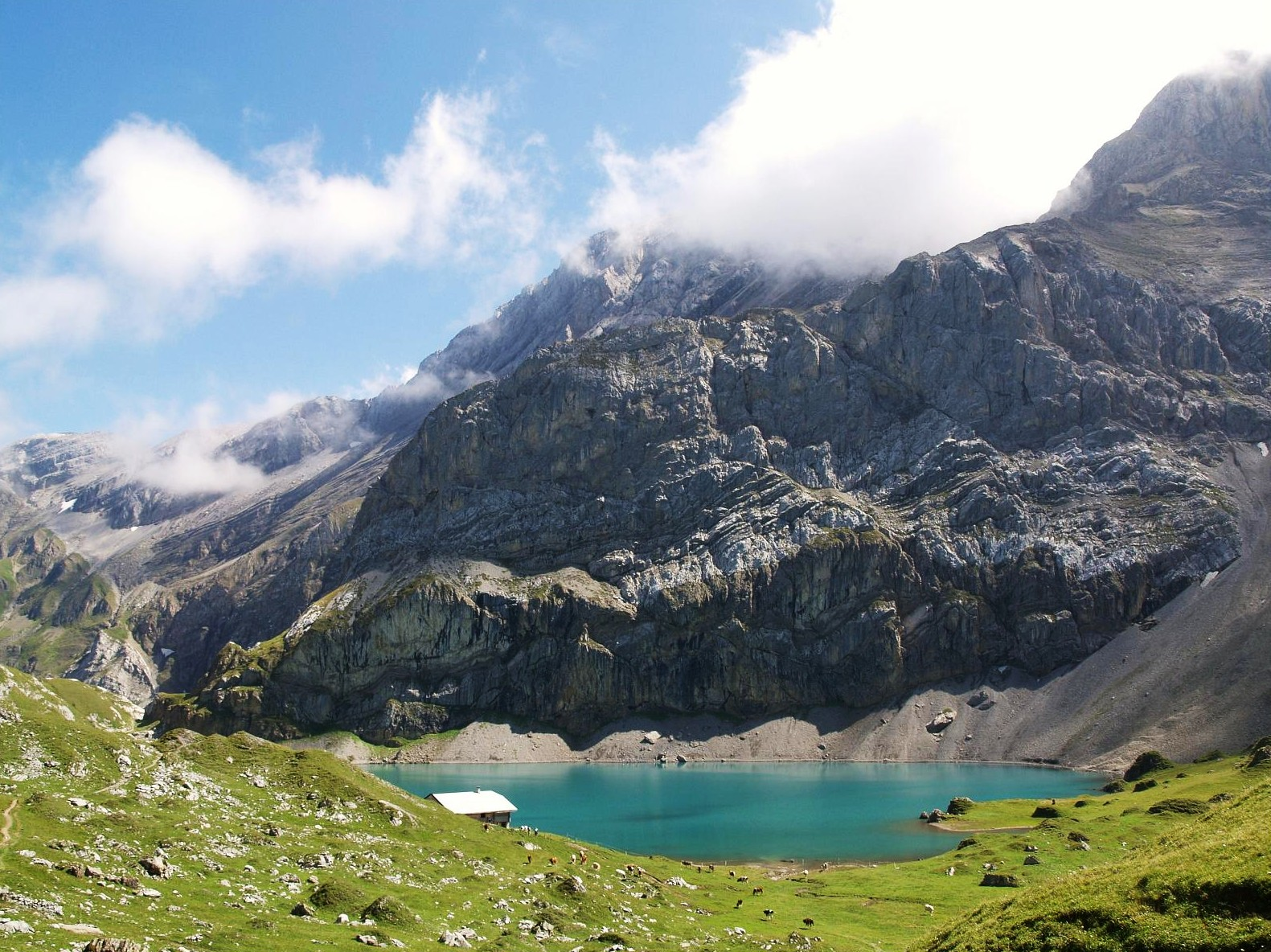
Le Iffigsee.

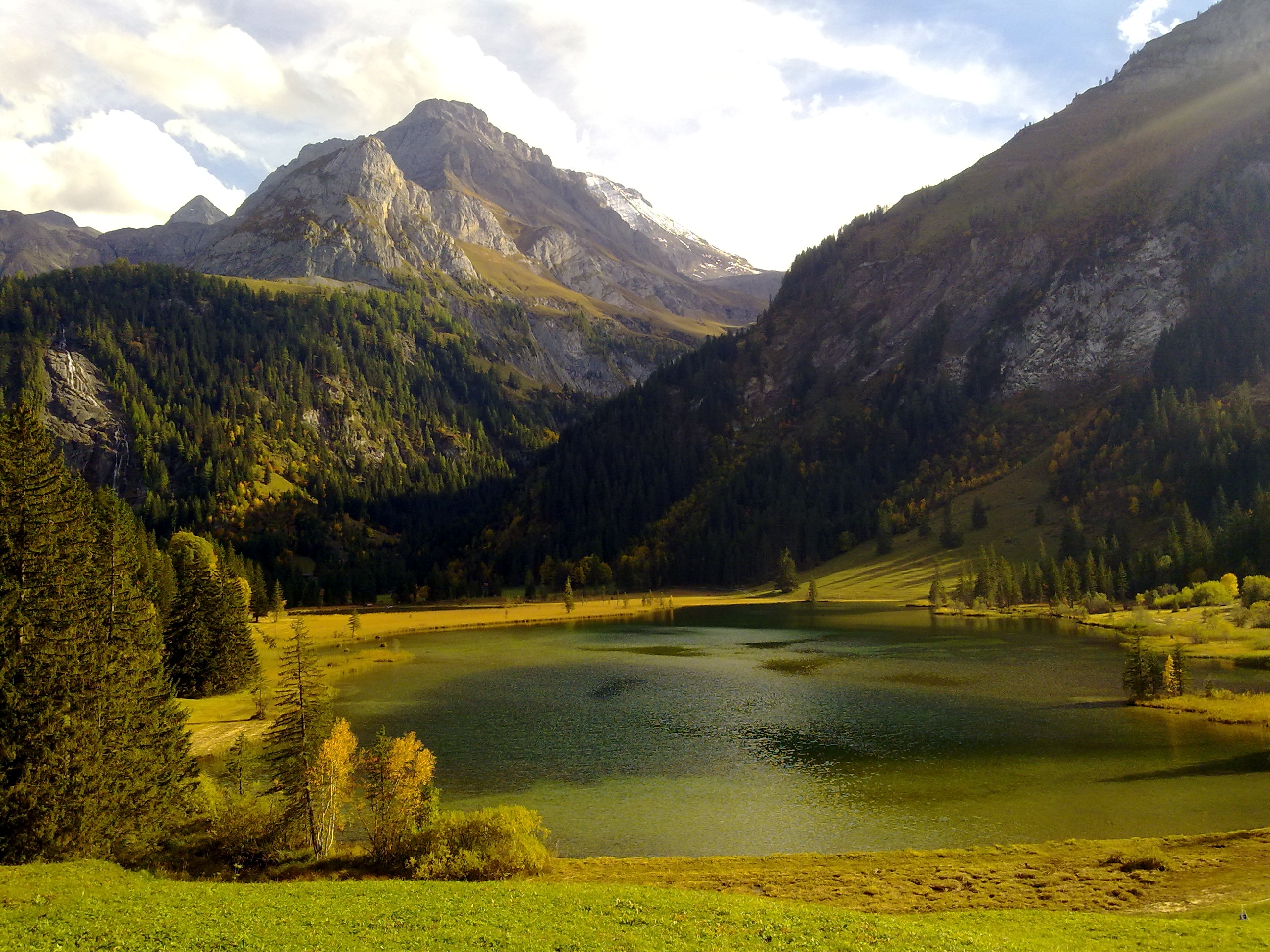
Le Lauenensee.

  - Ägelsee, dans le Simmental (commune de Diemtigen)
  - Arnensee (commune de Gsteig bei Gstaad)
  - Bachsee ou Bachalpsee (de)(commune de Grindelwald)
  - Bänzlauiseeli, dans le Haslital (commune de Guttannen)
  - Burgseeli (de)
  - Blausee
  - Blauseeli (Diemtigen)
  - Lac de Brienz
  - Engstlensee (de), dans le Gental (commune de Innertkirchen)
  - Flueseeli, dans l'Obersimmental (commune de Lenk)
  - Gadenlaui, dans le Gadmertal (commune de  Gadmen)
  - Gelmersee
  - Grimselsee
  - Hagelseewli (commune de Brienz (BE))
  - Häxeseeli (commune de Brienz (BE))
  - Hinterburgseeli (commune de Brienz (BE))
  - Iffigsee, dans le Iffigtal (commune de Lenk)
  - Lauenensee (de) dans le Lauenental (commune de Lauenen)
  - Meiefallseeli, dans le Diemtigtal (commune de Diemtigen)
  - Mattenalpsee (de), dans l'Ürbachtal (commune de Innertkirchen)
  - Oberaarsee
  - Lac d'Oeschinen
  - Räterichsbodensee
  - Rawilseeleni, dans le Iffigtal (commune de Lenk)
  - Rezligletscherseeli, dans l'Obersimmental (commune de Lenk)
  - Sägistalsee, dans le Sägistal (commune de Gündlischwand)
  - Schattigseeli, dans le Simmental (commune de Oberwil im Simmental)
  - Schwarzesee, dans l'Obersimmental (commune de Zweisimmen)
  - Schwarzseeli (commune de Brienz (BE))
  - Seebergesee (commune de Zweisimmen)
  - Seebodensee, dans le Gadmertal (commune Gadmen)
  - Steinsee, dans le Gadmertal (commune Gadmen)
  - Sulsseewil, dans le Lauterbrunnental (commune de Lauterbrunnen)
  - Oberstockesee, dans le Simmental (commune de Erlenbach im Simmental)
  - Hinderstockesee, dans le Simmental (commune de Erlenbach im Simmental)
  - Tälliseeli, dans le Kandertal (commune de Kandersteg)
  - Triebtenseewli, au sud du Grimselsee (commune d'Obergoms)
  - Trübtensee (de)
  - Lac de Thoune
  - Walposee (commune de Boltigen)
  - Wannisbordsee, dans le Haslital (commune de Guttannen)
- Moyen-Pays bernois
  - Amsoldingersee (de)
  - Lac de Bienne
  - Burgäschisee
  - Dittligsee (de)
  - Gerzensee (de)
  - Inkwilersee
  - Lobsigensee
  - Moossee
  - Lac de Morat
  - Lac de Neuchâtel
  - Uebeschisee (de)
  - Wohlensee (de)
- Jura bernois
  - Lac de Biaufond sur le Doubs (La Ferrière)
  - Lac Vert (Court)

## Fribourg
- Préalpes fribourgeoises
  - Lac de la Gruyère
  - Lac des Joncs
  - Kaiseregg Seeli (Plaffeien)
  - Lac de Lussy
  - Lac de Mongeron (Gruyères)
  - Lac de Montsalvens
  - Lac Noir
  - Riggisalpsee (Jaun)
  - Lac de Lessoc
- Plateau

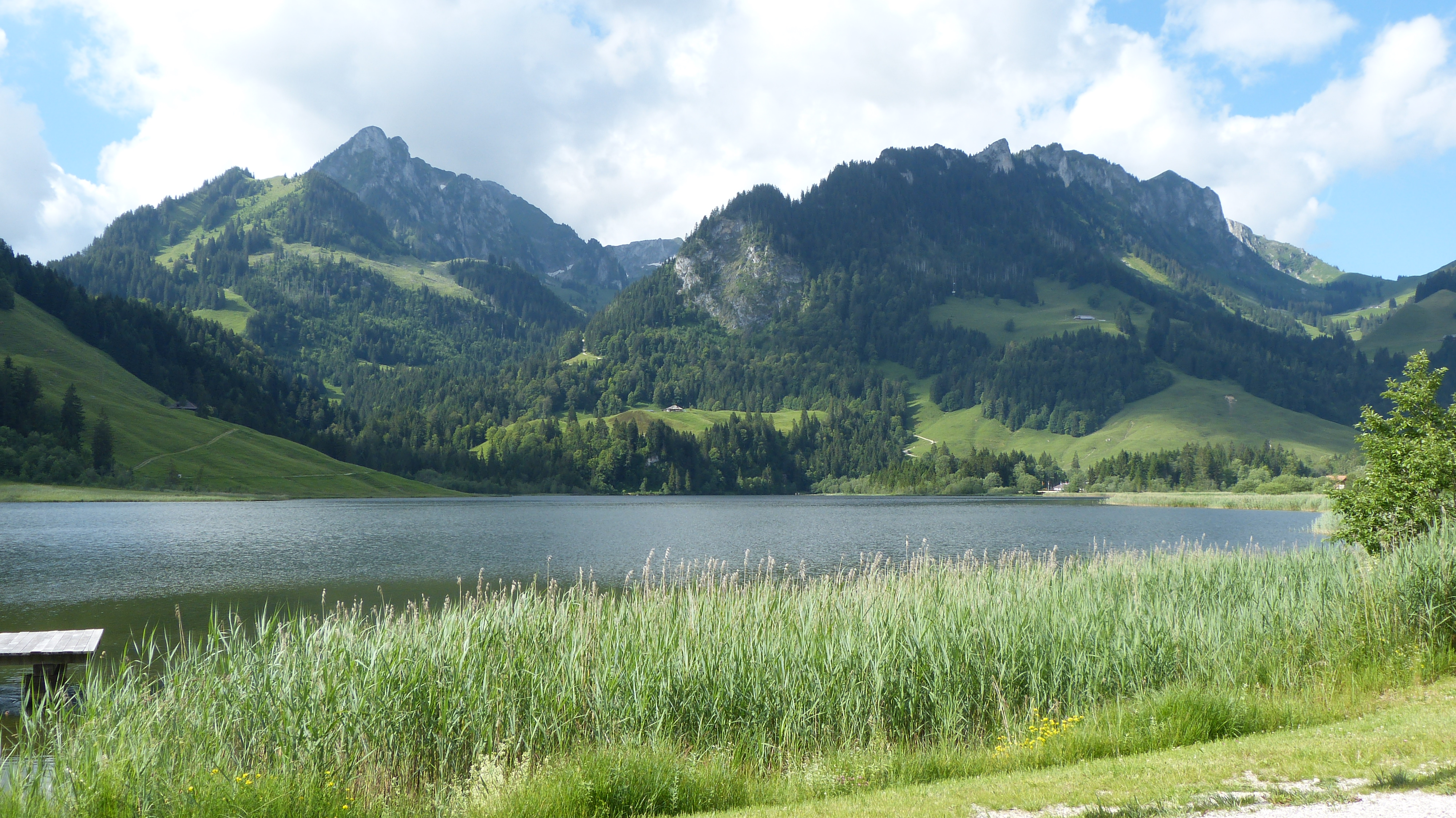
Le Lac Noir.

  - La Goillette (Noréaz,Prez-vers-Noréaz)
  - La Grande Gouille (Estavayer-le-Lac)
  - Lac de Morat
  - Lac de Neuchâtel
  - Lac de Schiffenen
  - Lac de Pérolles
  - Lac de Seedorf (Noréaz, Avry)

## Genève
- Lac des Vernes[1], seul lac entièrement sur territoire genevois.
- Lac Léman

## Glaris
- Ängisee, dans le Diestal (commune de Glaris Sud)
- Berglimattsee, dans le Niederental (commune de Glaris Sud)
- Chüebodensee, dans le Sernftal (commune de Glaris Sud)
- Stausee Garichti, dans le Niederental (commune de Glaris Sud)
- Guppensee, dans la vallée de la Linth (commune de Glaris Sud)
- Lac du Klöntal
- Limmerensee, dans le Limmerental (commune de Glaris Sud)
- Milchspüelersee, dans la vallée de la Linth (commune de Glaris Sud)
- Muttsee, dans le Limmerental (commune de Glaris Sud)
- Oberblegisee, dans la vallée de la Linth (commune de Glaris Sud)
- Obersee, dans l'Oberseetal (commune de Glaris Nord)
- Ober See, dans Limmerental (commune de Glaris Sud)
- Spaneggsee, au-dessus de Filzbach (commune de Glaris Nord)
- Talalpsee, au-dessus de Filzbach (commune de Glaris Nord)
- Lac de Walenstadt

## Grisons
- Blausee (Obersaxen Mundaun)
- Lac de Champfèr
- Lacs d'Engadine
- Grünsee (Davos)
- Lac de Lunghin
- Lac de Marmorera
- Lac de Palpuogna
- Lac de Saint-Moritz
- Lac de Sils
- Lac de Silvaplana
- Schwarzsee (Davos)
- Schwarzsee (Obersaxen Mundaun)
- Schwarzsee (Vals)
- Schwarzsee (Zernez)

## Jura
- Creux de l'Epral (Le Noirmont)
- Étang de la Gruère (Saignelégier)
- Étang du Milieu (Bonfol)
- Étang de Roy (Saignelégier)
- Lac de Biaufond sur le Doubs (Les Bois)

## Lucerne
- Lac de Baldegg
- Lac de Hallwil
- Lac de Mauensee
- Lac des Quatre-Cantons
- Lac de Sempach
- Lac de Zoug

## Neuchâtel
- Lac de Bienne
- Lac de Biaufond sur le Doubs (La Chaux-de-Fonds)
- Lac des Brenets
- Lac du Loclat
- Lac de Moron
- Lac de Neuchâtel
- Lac des Taillères

## Nidwald

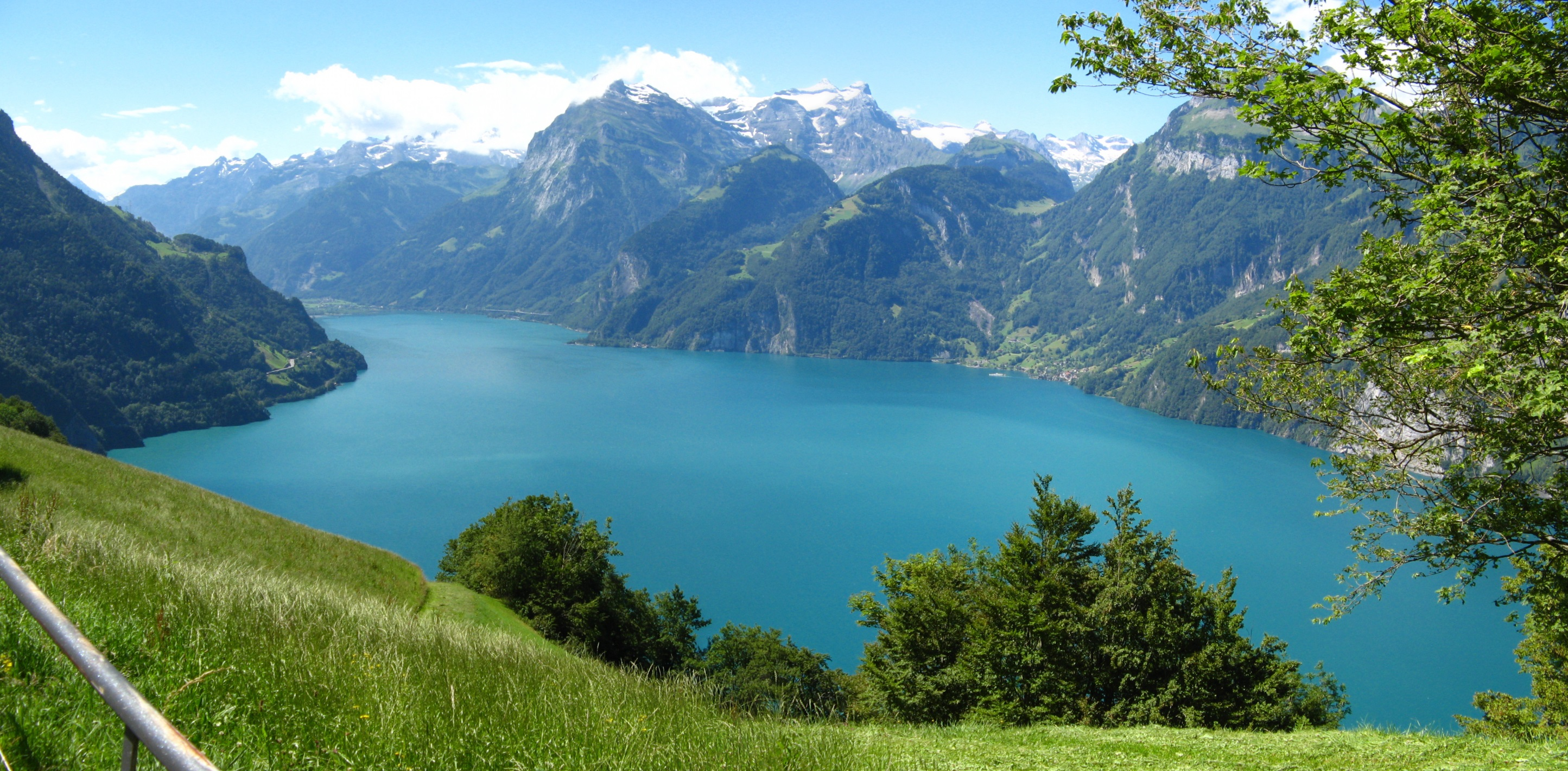
Le lac des Quatre-Cantons.

- Bannalpsee dans l'Engelbergertal (commune de Wolfenschiessen)
- Lutersee dans l'Engelbergertal (commune de Wolfenschiessen)
- Lac des Quatre-Cantons
- Trüebsee dans l'Engelbergertal (commune de Wolfenschiessen)

## Obwald
- Blausee (Kerns)
- Eugenisee dans l'Engelbergertal sur la commune de d'Engelberg
- Lac de Lungern
- Melchsee
- Lac des Quatre-Cantons (Alpnachersee)
- Lac de Sarnen
- Tannensee dans le Melchtal sur la commune de Kerns
- Wichelsee sur la commune de Alpnach

## Saint-Gall
- Alpes

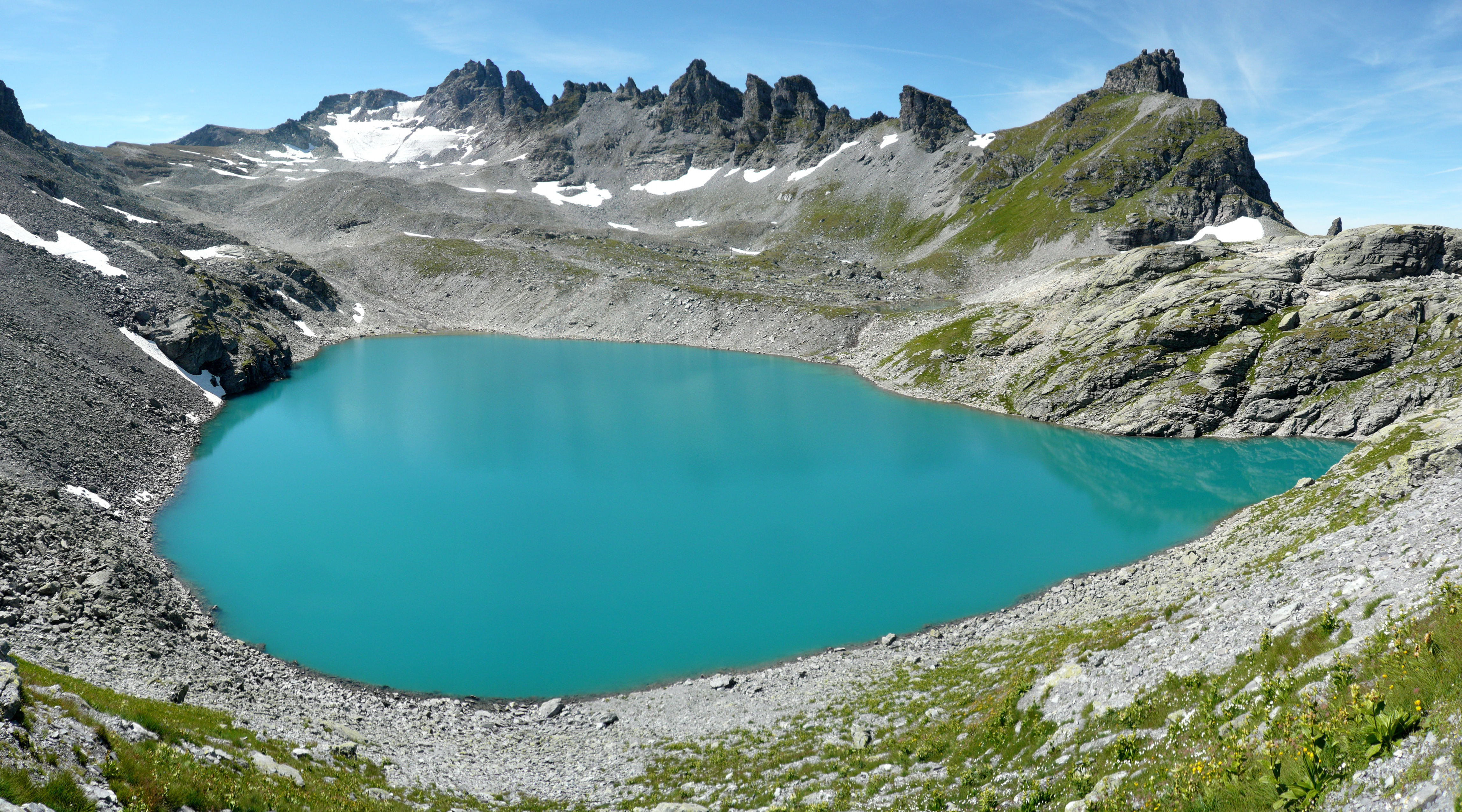
Le Wildsee dominé par le Pizol sur la commune de Mels.

  - Baschalvasee (commune de Vilters-Wangs)
  - Chammseeli (commune de Mels)
  - Chammseeli (commune de Quarten)
  - Chapfensee (commune de Mels)
  - Gigerwaldsee (commune de Pfäfers)
  - Gräppelensee (commune de Wildhaus-Alt Sankt Johann)
  - Grosssee (commune de Quarten)
  - Heusee
  - Madseeli
  - Mapraggsee
  - Munggenseeli
  - Ober Murgsee
  - Unter Murgsee
  - Plattenseeli
  - Voralpsee
  - Schottensee
  - Schwarzsee (Quarten)
  - Schwarzsee (Vilters-Wangs)
  - Schwendiseen
  - Lac de Walenstadt
  - Wangser See
  - Wildsee (commune de Mels)
  - Vilterser Seeli
  - Voralpsee (Grabs)
- Plateau
  - Gübsensee (Saint-Gall)
  - Schlosssweier Untereggen
  - Wenigerweier (Saint-Gall)
  - Lac de Zurich

## Schaffhouse
- Untersee

## Schwytz
- Glattalpsee
- Lac de Lauerz
- Lac des Quatre-Cantons
- Lac de Sihl
- Sihlseeli
- Silberenseeli
- Wägitalersee
- Lac de Zoug
- Lac de Zurich

## Soleure
- Weier (Bellach)

## Tessin
- Lac de Lugano
- Lac de Luzzone
- Lac Majeur
- Lac de Muzzano

Les lacs tessinois par vallées :
- Centovalli
  - Lago di Palagnedra, lac de barrage sur la Melezza
  - Valle di Vergeletto, commune de Vergeletto
    - Lago della Cavegna
    - Trois lacs sans nom à l'est du Pizzo della Cavegna
- Vallemaggia
  - Lago di Sascòla, commune de Cevio
  - Valle del Soladino, commune de Maggia
    - Lago d'Alzasca

  - Valle di Campo, commune de Campo
    - Lago del Pèzz
    - Lago di Sfii
    - Lago dei Pozzöi
    - Lago Gelato

  - Valle di Bosco/Gurin, commune de Bosco/Gurin
    - Lago Melo
    - Lago Pero

  - Val Bavona, commune de Cevio
    - Lago-Bianco
    - Lago dei Cavagnöö
    - Lago dei Matörgn
    - Lago Nero
    - Lago di Robièi
    - Lago Sfundau
    - Lago del Zött
    - Val Calnègia
      - Lago d'Orsalìa
      - Les deux Laghi di Formazzöö
      - Les deux Laghi della Cròsa

    - Val Antabia
      - Les deux Laghetti d'Antabia

## Thurgovie
- Lac de Constance

## Uri
- Arnisee (Gurtnellen)
- Bergsee (Göschenen)
- Blauseeli (Realp)
- Fätschsee (Spiringen)
- Fulensee (Silenen)
- Glosernesee (Silenen)
- Göscheneralpsee
- Hüfisee (Silenen)
- Lutersee (Andermatt)
- Nidersee (Gurtnellen)
- Oberalpsee (Andermatt)
- Obersee (Gurtnellen)
- Obersee (Silenen)
- Platisee (Spiringen)
- Lac des Quatre-Cantons
- Seewil (Silenen)
- Wildenmattensee (Andermatt)

## Valais
- Blausee (Grengiols)
- Blausee (Riederalp)
- Lac Bleu (Evolène)
- Lac de Chésery
- Lac de Combavert (Anniviers)
- Lac de Conche
- Lac des Dix
- Émosson
- Lac de Géronde
- Lac Grenon (Crans-Montana)
- Grünsee (Riederalp)
- Lac Noir
- Lac de Derborence
- Lac de Lovenex
- Lac de Märjelen
- Lac de Mauvoisin
- Lac de Morgins
- Lac Moubra (Crans-Montana)
- Lac Noir (Anniviers, Leuk)
- Lac souterrain de St-Léonard
- Lac de Salanfe
- Schwarzsee (Lac Noir)  (Zermatt)
- Schwarzsee (Blatten)
- Schwarzsee (Oberems)
- Lac de Tanay
- Totensee
- Lac des Toules
- Lac Vert (Val d'Illiez)
- Lac Vert (Finhaut)

## Vaud
- Lac Léman
- Lacs des Préalpes vaudoises
  - Lac d'Aï, au sud de la Tour d'Aï (Leysin)
  - Étang Avale (Ollon)
  - Lac de Bretaye
  - Lac des Chavonnes
  - Gour de Comborsin (Rougemont)
  - Lac de l'Entonnoir (Ormont-Dessous)
  - Les Gouilles (Rougemont)
  - Le Gour, 1998 m (Château-d'Oex)
  - Le Gour, 1836 m (Château-d'Oex)
  - Lac de l'Hongrin
  - Lac Lioson
  - Lac de Mayen, au sud de la Tour de Mayen (Leysin)
  - Lac de Nervaux, au nord-ouest de la Tour d'Aï (Corbeyrier)
  - Lac Noir, à l'est du lac de Bretaye (Ollon)
  - Lac Pourri, au nord de la Tour d'Aï (Corbeyrier)
  - Lac Retaud, au nord du col du Pillon (Ormont-Dessus)
  - Lac Rond, au nord de la Tour d'Aï (Corbeyrier)
  - Lac Segray, à l'est de la Tour de Mayen (Leysin)
  - Lac du Vernex
  - Étang de Versvey (Yvorne)
- Lacs du Plateau
  - Étang du Bois Neuf
  - Étang de la Bressonne (Lausanne)
  - Lac de Bret
  - Lac Coffy (Bettens, Boussens)
  - Étang du Gresaley (Savigny)
  - Lac de Morat
  - Lac de Neuchâtel
  - Lac de la Petite Vaux (Arboretum national du vallon de l'Aubonne)
  - Étang des Puits
  - Lac de Sauvabelin
  - Étang du Sépey
- Lacs du Jura vaudois
  - Étang Arnex (Arnex-sur-Orbe)
  - Lac Brenet
  - Lac de Joux
  - Lac Ter

## Zoug
- Lac d'Ägeri
- Lac de Zoug

## Zurich
- Lac de Greifen
- Lac de Pfäffikon
- Lac de Zurich